# Palaestra (mythologie)
Dans la mythologie grecque, Palestre ou Palaestra (en grec ancien : Παλαίστρα) était un nom attribué à deux personnages, tous deux associés au dieu Hermès : l'une était une amoureuse mortelle d'Hermès, tandis que l'autre était considéré comme sa fille et une déesse de la lutte. Les mythes concernant les deux ont fourni une étiologie pour le mot grec pour l'école de lutte, palestre. 

## Palaestra, amoureuse d'Hermès
Selon une histoire racontée par Servius, Palaestra était une fille du roi arcadien Choricus et la sœur de Plexippus et Enetus. Ses deux frères se battaient mutuellement, et leur père, trouvant que la vue de ces luttes avait une valeur esthétique, en a fait un jeu sportif. Palaestra en a parlé à son amant Hermès qui a encore plus aimé le nouveau jeu et, après y avoir apporté quelques améliorations, l'a présenté à tous. Plexippus et Enetus ont appris de Palaestra que leur invention avait été divulguée et l'ont signalé à Choricus. Celui-ci s'est mis en colère contre ses fils et leur a ordonné de punir le voleur. Ils trouvèrent Hermès endormi sur une montagne et le démembrèrent, c'est pour cette raison que la montagne aurait été nommée Cyllene (une étymologie populaire basée sur le grec κυλλός kyllos  « estropié »), et les hermae n'avaient pas d'armes. Hermès s'en est plaint à Zeus qui a finalement fait éviscérer Choricus dont les restes ont été recueillis dans un sac. Souhaitant toujours commémorer la Palestre, Hermès a fait en sorte que son nom fasse référence à l'art de la lutte. 
Il y avait aussi une version alternative, trouvée dans l'Etymologicum Magnum : selon elle, Palaestra était la fille de Pandocus, un homme qui vivait au carrefour de trois chemins et tuerait tous les passants jusqu'à ce qu'Hermès lui rende visite et l'étouffe à l'instigation de Palaestra. Deux étymologies folkloriques étaient basées sur ce conte : l'une qui dérivait du mot πάλη palē  « lutte » du nom de Palaestra, et l'autre qui considérait le mot πανδοκεία pandokeia « acte ou habitude d'accueillir chaque invité » venant du nom de Pandocus. 

## Palaestra, fille d'Hermès
Selon Philostratus l'Ancien, Palaestra, une fille d'Hermès, aurait grandi en Arcadie, ce qui la reliait à Olympie et aux Jeux Olympiques. Elle a été reconnue pour avoir inventé l'art de la lutte pour que les hommes se divertissent en temps de paix. Palaestra elle-même était considérée comme une lutteuse qualifiée avec des regards androgynes et des manières enfantines, comme le montre la description physique détaillée d'elle par Philostratus: 
 « La figure de Palaestra, si elle est comparée à un garçon, sera celle d'une fille, mais si elle est prise pour une fille, elle semblera être un garçon. Car ses cheveux sont trop courts même pour être torsadés en un nœud; l'œil peut être celui des deux sexes; et le front indique le dédain pour les amoureux et les lutteurs, car elle prétend qu'elle est capable de résister à la fois à l'un et à l'autre et que même dans un combat de lutte, personne ne peut toucher ses seins, tant elle excelle dans cet art. Et les seins eux-mêmes, comme chez un jeune garçon, ne montrent que de légers signes de début de plénitude. Elle ne se soucie de rien de féminin; par conséquent, elle ne souhaite même pas avoir les bras blancs, et désapprouve même les Dryades parce qu'elles restent à l'ombre pour garder leur peau claire. Comme quelqu'un qui vit dans les vallées d'Arcadie, elle supplie Helios (le Soleil) de lui apporter de la couleur comme une fleur, et il rougit la fille avec une chaleur modérée ». 